# Setge de Guardamar (1359)
El Setge de Guardamar de 1359 fou un dels episodis de la Guerra dels dos Peres.

## Antecedents
Simone Boccanegra, que va pujar al poder de la República de Gènova després de la Guerra venecianogenovesa, es va aliar amb el Regne de Castella per atacar la Corona d'Aragó, aliada dels venecians. L'estol de dotze galeres del Regne de Castella, comandades per Pere el Cruel i sis galeres de la República de Gènova, comandades per Egidi Boccanegra es presentà davant de Guardamar, emparant-se de la ciutat, però el castell, defensat per Bernat de Cruïlles, restà en mans dels catalans. Un temporal destruí la flota invasora, i Pere el Cruel hagué de retirar-se per terra.

## El setge
El rei de Castella preparà una flota a Sevilla amb la els castellans aconseguiren prendre Guardamar del Segura, en una expedició que pretengué amb la intenció de destruir el poder marítim català, amb el suport de l'Emirat de Gharnata, la República de Gènova i el Regne de Portugal

## Conseqüències
L'estol va desembarcar a la ciutat de València, defensada per Ramon Berenguer I d'Empúries, on la guarnició no va presentar batalla, i va reembarcar per combatre a les costes catalanes, on tot i l'intent de mediació de Guiu de Boulogne va ser derrotat en la Batalla naval de Barcelona, fracassà en el seu intent de prendre Eivissa. i va significar el definitiu domini mediterrani dels catalans.
Pere el Cerimoniós li lleva al municipi la condició de Vila Reial, i la seua autonomia, en càstig a la seua feble oposició a les tropes castellanes i passa a ser des d'aquell moment una aldea d'Oriola, i aquesta nova situació deixà Guardamar en una situació marginal i procliu a ser objecte de corsaris, roders i contrabandistes, circumstància que el rei intentà pal·liar amb una repoblació morisca, que va fracassar.